# Linsleya convexa
Linsleya convexa är en skalbaggsart som först beskrevs av Leconte 1853.  Linsleya convexa ingår i släktet Linsleya och familjen oljebaggar. Inga underarter finns listade i Catalogue of Life.